# South Pickenham
South Pickenham – wieś w Anglii, w hrabstwie Norfolk, w dystrykcie Breckland. Leży 38 km na zachód od Norwich i 136 km na północny wschód od Londynu. W 2001 miejscowość liczyła 101 mieszkańców.